# 大湖公園
大湖公園位於臺灣臺北市內湖盆地東側，位於內湖區成功路五段，毗鄰白鷺山、遙指五指山、忠勇山等佔地約13公頃餘，以白鷺、水鳥、山水景觀著名。

## 簡介
位在台北市內湖區。
「大湖」舊名十四份埤（陂），因白鷺成群又稱白鷺湖，興建於1979年（民國六十八年），採中國園林式設計，大湖湖泊面積約10公頃餘，是台北市最大的大型湖泊之一（另一座鄰近的大型湖泊為同樣位於內湖的碧湖，又名為內湖大埤），屬區域性公園。
大湖公園與內湖大埤是內湖地區兩大內陸湖，也是內湖的地標，風景優美、湖光山色、綠草如茵，是許多電視劇及廣告的最愛。其依山傍水，岸邊蜿蜒曲折，湖面如鏡，視野開闊，拱橋彷彿垂虹，每當山橫春靄，新柳拂水，遠處嵐影，盡入眼簾；亭中小歇、宜眺宜憩，雲水變幻，騁懷遊目，景色秀美；每當夏秋之季，煙雨瀰漫，仿如畫中。
原始創建目的為清代時期為了開墾而設。傳說中的「十四份陂圳」是里族莊林秀俊所開築的；參閱日治時期《臺北廳志》水利篇的記載，稱十四份圳是由十四份陂和公館陂（位於今日的瑞光路，因民權大橋、民權東路六段新建工程和第六期市地重劃工程，給予填土成為平地）所組成；兩陂塘面積二十四甲餘，可灌溉新里族庄附近一百九十六甲農地，創設於乾隆年間。又據林秀俊裔孫林鴻章的說法，稱早期的十四份陂圳興築與管理權，均歸屬林家。
1979年6月興建成功路五段道路和公園設施時大湖已經淤積嚴重，現址甚至可以允許人在上行走。於興建成功路五段時，係將臨近湖區的坡腳予以挖除，將原有天然形成的人行步道擴張而成。於道路底下並設置排水箱涵，以提供疏洪排水用途。
此後興建大湖公園，往下濬深逾原來灌溉用深度兩倍之多，並且進行湖堤鞏固及湖底防漏工程；自此始賦予大湖公園防洪功能。

## 歷史災害與防治
1997年溫妮颱風，因臨近大湖山莊街過度開發，河道兩岸原始下滲區及山坡地均成為不透水鋪面及大樓，並破壞原來的河道；改為加蓋的箱涵設計，排水容積不足原始河道2/3；導致大湖山莊街排水不良，因而淹水。此後，台北市政府於 1999 年 5 月委託中華顧問工程司進行興建調洪沉砂池規劃。2000 年對大溝溪保護區進行解編，改為公園用地，完成大溝溪親水公園及步道。大溝溪上游興建滯洪沉沙池，紓減大溝溪排洪壓力，以保障下游居民身家財產安全。
2001年再經歷納莉颱風連續49小時降雨的考驗，台北市十二行政區全部淹水；中央氣象局台北氣象站統計，九月十七日一日內即降下了 425 公釐的雨量，是台北百年來的歷史新高紀錄。大溝溪上游天然明園餐廳違建佔用河川地，自行將原始滯洪池改為魚池，並加設鐵門妨礙水流；等累積水壓衝破鐵門之後，大量洪水宣洩不及，再加上排水箱涵受到一千一百一十五公噸廢棄物堵塞，大水再度淹沒大湖山莊街。
為避免內湖區之東湖地區部分區段遇暴雨時，因基隆河水位高漲，致使雨水無法順利排放，造成積淹水之情況，增設康寧抽水站。因工程浩大，以分期方式興建；第一期於 2005 年 8 月 8 日開始興建，於 2007 年 4 月 2 日完工，第二期於 2005 年 4 月 19 日動工，於 2009 年 6 月 10 日完工。康寧抽水站採 5 年重現期颱風雨標準並配合集水區中游大湖山莊街底調洪沉砂池調蓄進行設計，完成後總抽水量91.4 CMS，可大幅降低該區之積淹水風險。
為持續改善防洪排水，大湖公園沉沙池新建工程於 2010 年 12 月 1 日開工，2011 年 10 月 31 日完工，兼具防洪排水及淨化大湖池水功能。

## 園內設施

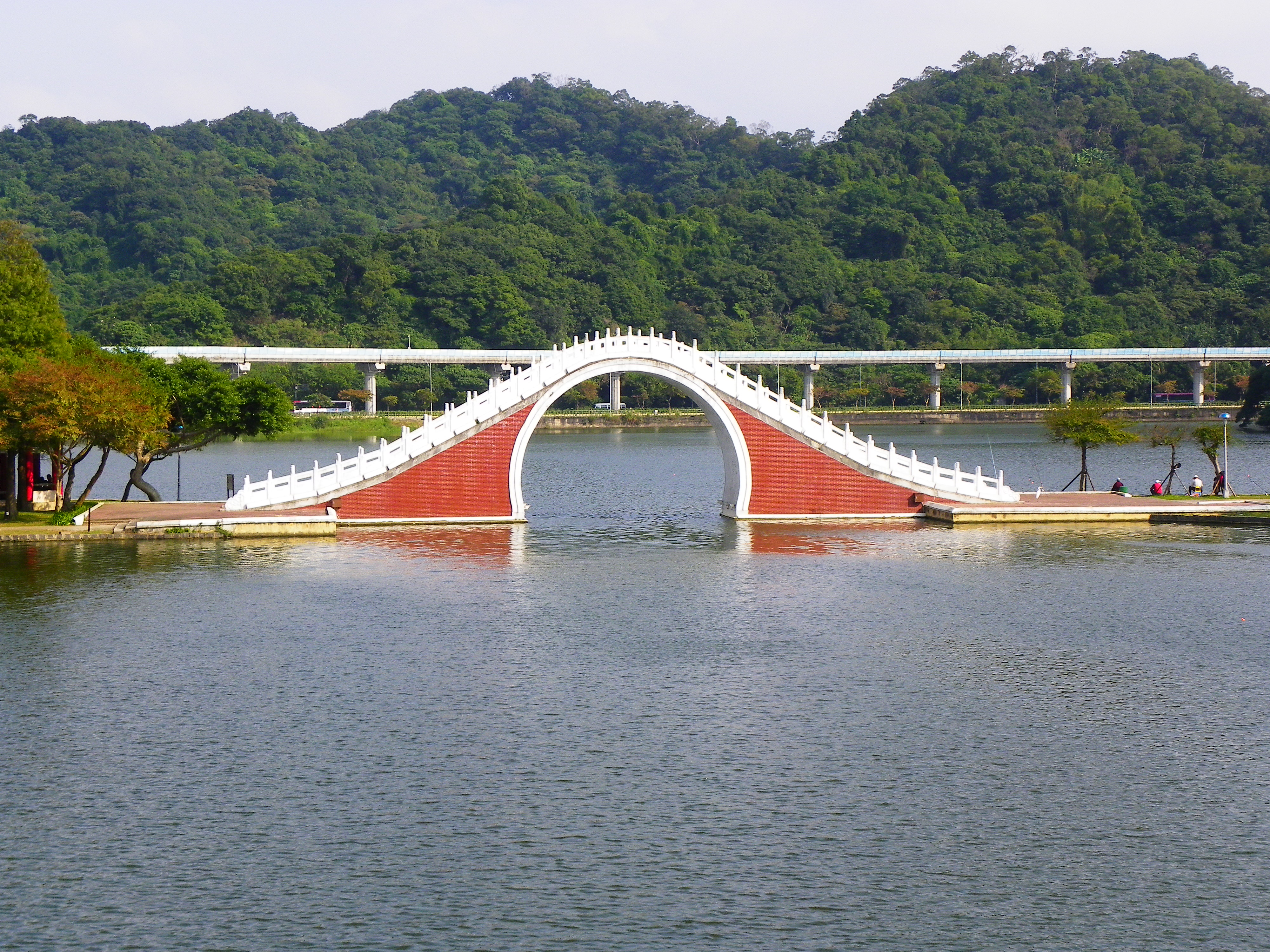
錦帶橋

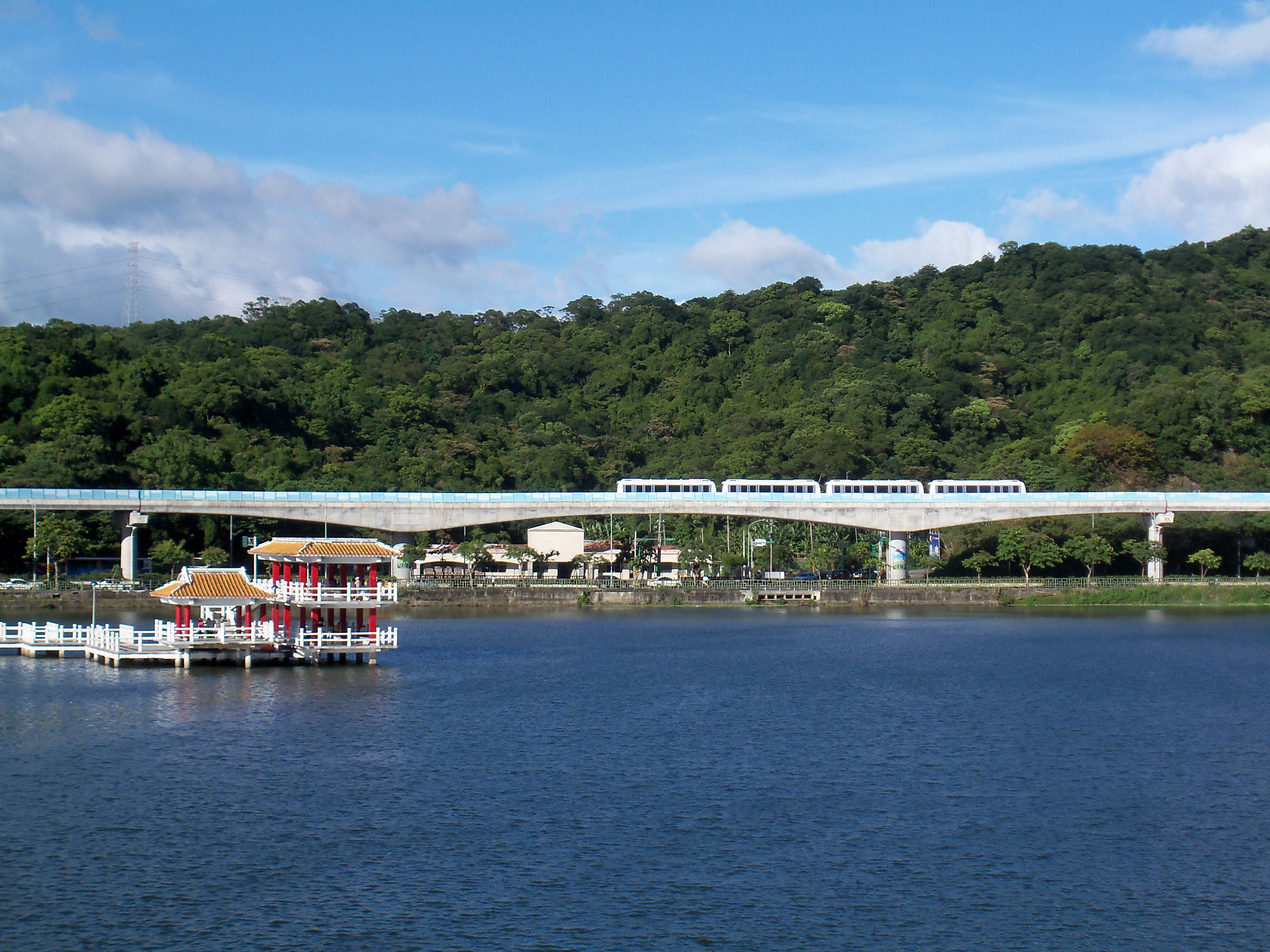
行經大湖公園旁的臺北捷運內湖線

園內擁有餐廳一間、管理室一座、公廁兩座及游泳池三座，分為大池、中池及小池，中池更於2004年（民國九十三年）將冷水改為溫水游泳池，並增設蒸氣室、烤箱、滑水道、更衣室、身心障礙專用廁所及殘障入水椅等設施，提供市民消暑及健身之好場所。湖中另建有一座古色古香水榭佇立水中，可觀覽全湖景色，也是晨間活動的主要場所。
環湖步道，可供民眾環湖觀賞大湖公園的種種面向。

## 園內景觀
園內的落羽松、大花紫薇、阿勃勒、台灣欒樹、矮仙丹、杜鵑花、朱槿、軟枝黃蟬等按時序開花，將園內各空間抹上了不同色彩。
湖區平時有許多白鷺鷥、夜鷺、土鵝、紅冠水雞、鴨子，季節性鳥類主要有蒼鷺、大白鷺等。
大湖公園的夜鷺喜歡守株待兔，緊盯浮標，等待釣客餵食鮮魚。
公園內有一大片綠草坡，可以野餐、打球、玩耍，但因位於航道下，嚴禁放風箏。

## 功能
假日經常有大型活動的大湖公園，如交響樂團、社區大學、高國中等藝文類團體的表演，自然環境優美，園區經常可見情侶、親子同遊，也是藝術工作者、劇組人員喜歡取景之地。來園除遠離塵囂，遊園賞景，欣賞湖光山色，吸收大自然精華及聞一聞青草香外，同時可進行垂釣、野餐等各項活動，若再結合附近山區的健行活動，大湖公園實為台北市內最佳的休憩景點。

## 交通
- 臺北捷運 文湖線大湖公園站。

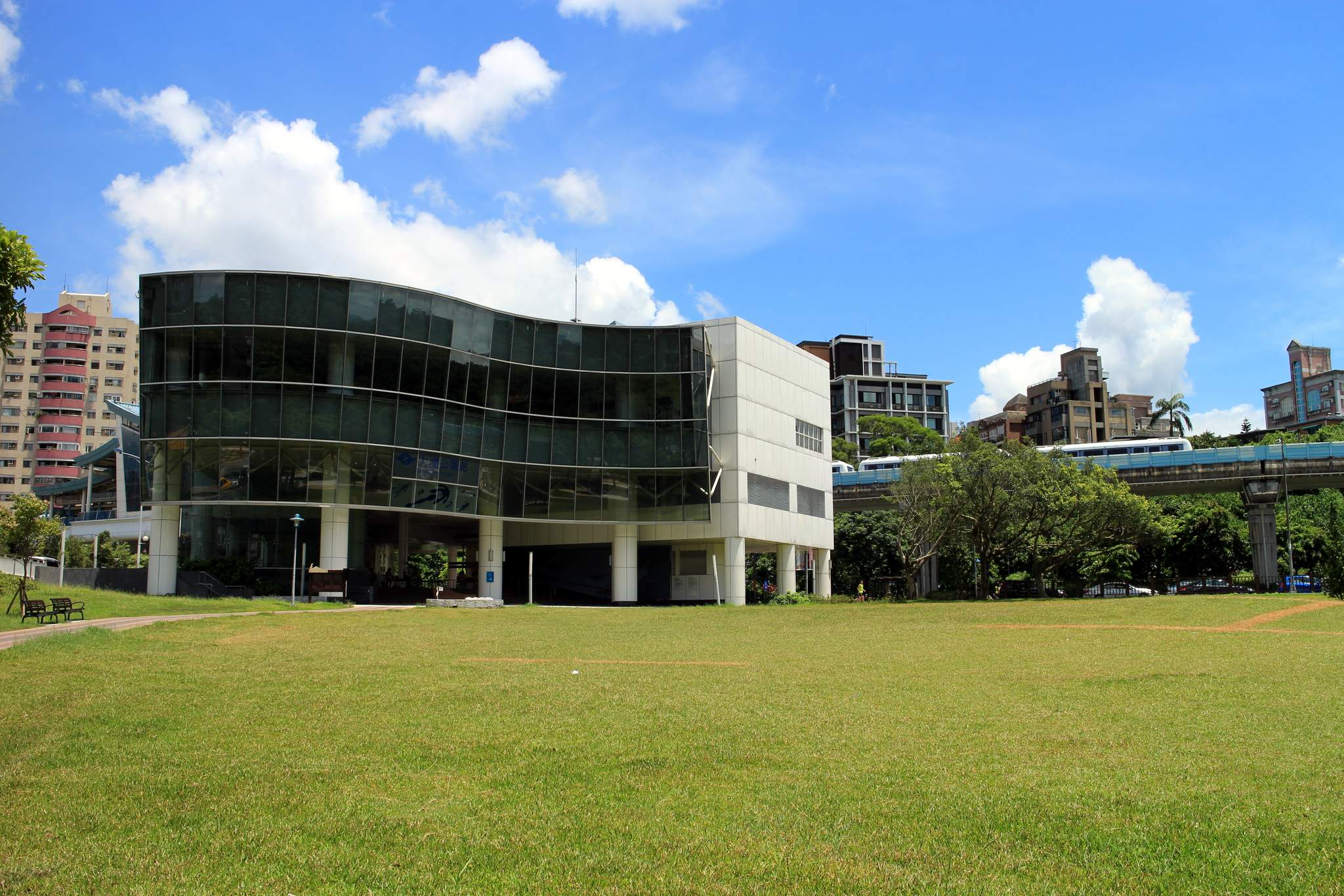
台北捷運大湖公園站

- 公車搭乘287區、267、247、284、620、630、645、紅2、棕10、內湖幹線等公車至「大湖公園站」

## 公園週邊

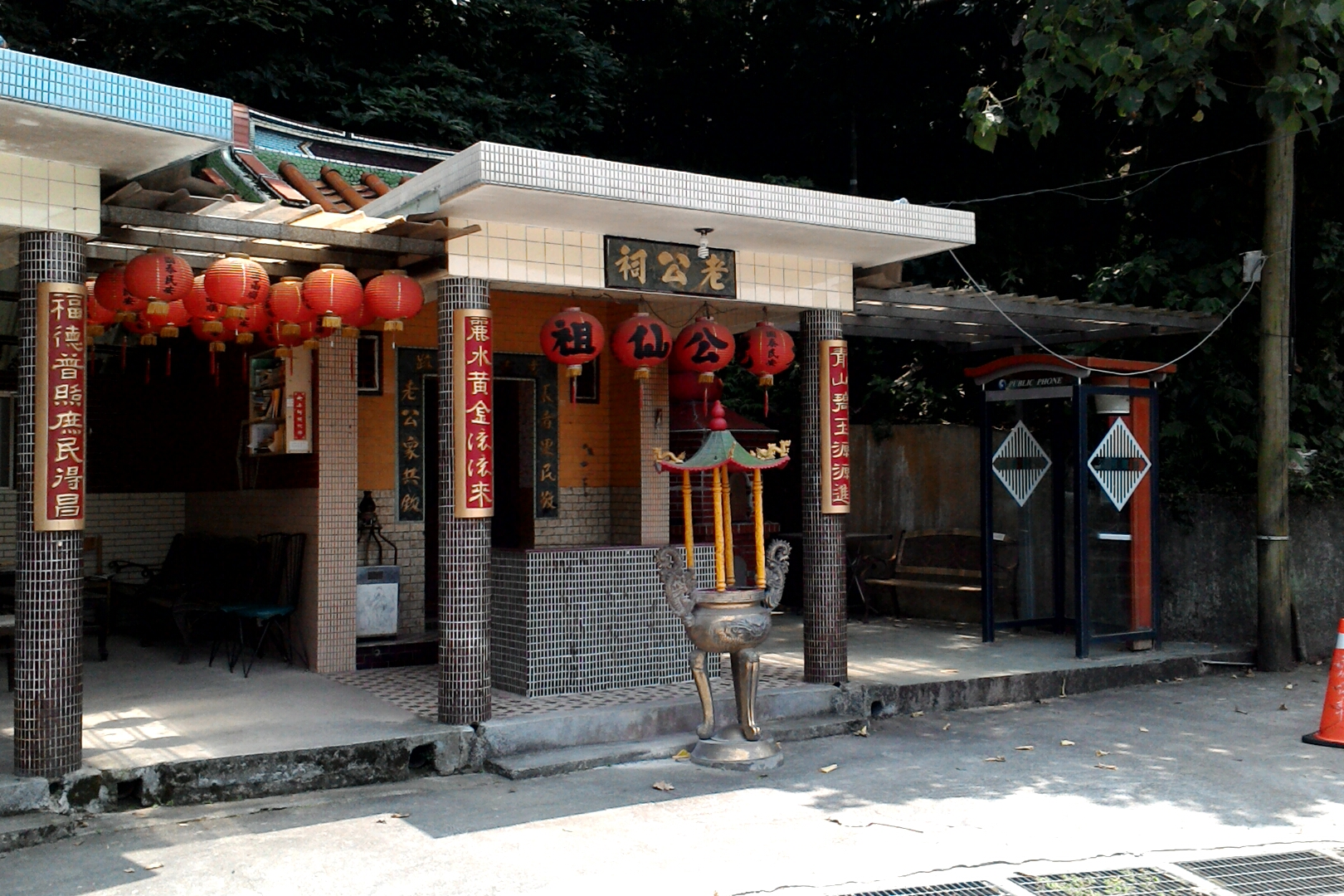
老公祠與電話亭

- 老公祠
- 黃石公廟
- 臺北捷運 文湖線大湖公園站
- 台北市公共自行車租賃系統捷運大湖公園站
- 大湖國小
- 大溝溪親水步道
- 葉姓祖廟
- 白鷺鷥山
- 碧湖公園
- 蒔蘿香草餐廳

## 外部連結
- 大湖公園 - 公園走透透 （页面存档备份，存于）
- 大湖公園  臺北旅遊網 （页面存档备份，存于）
- 臺北市內湖區公所-休閒景點-大湖公園 （页面存档备份，存于）
- 大湖公園 游泳池.臺北市政府體育局 （页面存档备份，存于）